# Armand Bloch (rabbin)
Pour les articles homonymes, voir Armand Bloch, Armand Bloch (Grand-rabbin de Saverne) et Bloch.
Armand Bloch (né le 30 juin 1861 à Saint-Mandé et mort le 30 août 1923 à Bruxelles) est un rabbin français, bibliothécaire à l'Alliance israélite universelle, puis rabbin de Toul, et enfin, en 1891, grand-rabbin de Belgique. Il est le frère du rabbin Abraham Bloch, grand-rabbin d'Alger, puis de Lyon, aumônier militaire israélite dans l'armée française, mort en 1914 après avoir tendu un crucifix à un blessé chrétien qui l'a confondu avec un prêtre.

## Biographie
Armand Bloch est né en 1861 à Saint-Mandé.  il est le fils d'Isaac Bloch, né à Strasbourg et qui s'est installé à Paris en 1856, et de Joséphine Marsilio, née à Venise et qui, au moment de son mariage, réside à Paris avec sa famille, au 92 rue de Provence. Lors du rattachement de l'Alsace à la Prusse en 1870, la famille Bloch opte pour la France.